# Alemania en los Juegos Paralímpicos de Río de Janeiro 2016
Alemania estuvo representada en los Juegos Paralímpicos de Río de Janeiro 2016 por un total de 155 deportistas, 89 hombres y 66 mujeres.

## Medallistas
El equipo paralímpico alemán obtuvo las siguientes medallas:
| Nombre | Deporte                       | Evento                                           |
| --- | ----------------------------- | ------------------------------------------------ |
| Oro |                               |                                                  |
| Birgit Kober | Atletismo                     | Peso F36 femenino                                |
| Franziska Liebhardt | Atletismo                     | Peso F37 femenino                                |
| Vanessa Low | Atletismo                     | Salto de longitud T42 femenino                   |
| Daniel Scheil | Atletismo                     | Peso F33 masculino                               |
| Sebastian Dietz | Atletismo                     | Peso F36 masculino                               |
| Niko Kappel | Atletismo                     | Peso F41 masculino                               |
| Heinrich Popow | Atletismo                     | Salto de longitud T42 masculino                  |
| Markus Rehm | Atletismo                     | Salto de longitud T44 masculino                  |
| Markus Rehm David Behre Johannes Floors Felix Streng | Atletismo                     | 4 × 100 m T42-47 masculino                       |
| Christiane Reppe | Ciclismo en ruta              | Ruta H1-4 femenino                               |
| Andrea Eskau | Ciclismo en ruta              | Ruta H5 femenino                                 |
| Dorothee Vieth | Ciclismo en ruta              | Contrarreloj H4-5 femenino                       |
| Hans-Peter Durst | Ciclismo en ruta              | Ruta T1-2 masculino                              |
| Hans-Peter Durst | Ciclismo en ruta              | Contrarreloj T1-2 masculino                      |
| Steffen Warias | Ciclismo en ruta              | Ruta C1-3 masculino                              |
| Vico Merklein | Ciclismo en ruta              | Ruta H4 masculino                                |
| Michael Teuber | Ciclismo en ruta              | Contrarreloj C1 masculino                        |
| Martin Schulz | Triatlón                      | PT4 masculino                                    |
| Plata |                               |                                                  |
| Irmgard Bensusan | Atletismo                     | 100 m T44 femenino                               |
| Irmgard Bensusan | Atletismo                     | 200 m T44 femenino                               |
| Irmgard Bensusan | Atletismo                     | 400 m T44 femenino                               |
| Claudia Nicoleitzik | Atletismo                     | 100 m T36 femenino                               |
| Marianne Buggenhagen | Atletismo                     | Disco F55 femenino                               |
| Martina Willing | Atletismo                     | Jabalina F56 femenino                            |
| Franziska Liebhardt | Atletismo                     | Salto de longitud F37 femenino                   |
| Vanessa Low | Atletismo                     | 100 m T42 femenino                               |
| David Behre | Atletismo                     | 400 m T44 masculino                              |
| Mareike Miller Annabel Breuer Annegret Brießmann Laura Fürst Barbara Groß Simone Kues Maya Lindholm Marina Mohnen Anne Patzwald Gesche Schünemann Johanna Welin Annika Zeyen | Baloncesto en silla de ruedas | Torneo femenino                                  |
| Denise Schindler | Ciclismo en ruta              | Contrarreloj C1-3 femenino                       |
| Andrea Eskau | Ciclismo en ruta              | Contrarreloj H4-5 femenino                       |
| Max Weber | Ciclismo en ruta              | Ruta H3 masculino                                |
| Steffen Zeibig Elke Philipp Carolin Schnarre Alina Rosenberg | Hípica                        | Doma por equipos mixto                           |
| Denise Grahl | Natación                      | 50 m libre S7 femenino                           |
| Naomi Maike Schnittger | Natación                      | 50 m libre S12 femenino                          |
| Edina Müller | Piragüismo                    | KL1 femenino                                     |
| Tom Kierey | Piragüismo                    | KL3 masculino                                    |
| Stephanie Grebe | Tenis de mesa                 | Individual 6 femenino                            |
| Thomas Schmidberger | Tenis de mesa                 | Individual 3 masculino                           |
| Valentin Baus | Tenis de mesa                 | Individual 5 masculino                           |
| Thomas Brüchle Thomas Schmidberger | Tenis de mesa                 | Equipo 3 masculino                               |
| Natascha Hiltrop | Tiro                          | Rifle de aire en posición tendida 10 m SH1 mixto |
| Carmen Brussig | Yudo                          | –48 kg femenino                                  |
| Ramona Brussig | Yudo                          | –52 kg femenino                                  |
| Bronce |                               |                                                  |
| Katrin Müller-Rottgardt | Atletismo                     | 100 m T12 femenino                               |
| Claudia Nicoleitzik | Atletismo                     | 200 m T36 femenino                               |
| Frances Herrmann | Atletismo                     | Jabalina F34 femenino                            |
| Felix Streng | Atletismo                     | 100 m T44 masculino                              |
| Felix Streng | Atletismo                     | Salto de longitud T44 masculino                  |
| Thomas Ulbricht | Atletismo                     | 100 m T12 masculino                              |
| David Behre | Atletismo                     | 200 m T44 masculino                              |
| Kai Kruse | Ciclismo en pista             | 1 km contrarreloj B masculino                    |
| Denise Schindler | Ciclismo en ruta              | Ruta C1-3 femenino                               |
| Jana Majunke | Ciclismo en ruta              | Ruta T1-2 femenino                               |
| Vico Merklein | Ciclismo en ruta              | Contrarreloj H4 masculino                        |
| Steffen Zeibig | Hípica                        | Doma individual estilo libre grado II mixto      |
| Torben Schmidtke | Natación                      | 100 m braza SB6 masculino                        |
| Nikolai Kornhaß | Yudo                          | –73 kg masculino                                 |